# Josias Leslie Porter
Josias Leslie Porter né le 4 octobre 1823 et mort le 16 mars 1889, est un pasteur, missionnaire et voyageur presbytérien irlandais, également administrateur académique.

## Jeunesse
Né le 4 octobre 1823, il est le plus jeune fils de William Porter of Carrowan, un fermier, et de Margaret, fille de Andrew Leslie of Drumgowan. Ses deux parents sont originaires de la paroisse de Burt (en), dans le nord de l'Irlande. Après avoir été élevé en privé, entre 1835 et 1838 par le pasteur Samuel Craig, puis dans une école de Londonderry, il est diplômé de l'université de Glasgow en 1839 dans le but de devenir pasteur de l'Église presbytérienne d'Irlande. Il obtient son B. A. en 1841, puis son M. A. en 1842. En novembre 1842, il se rend à l'université d'Édimbourg, où il étudie la théologie auprès du professeur Thomas Chalmers. Il se rend aussi au Divinity Hall of the Free Church of Scotland.

## Pasteur et missionnaire
Porter est licencié au presbytère de Derry le 20 novembre 1884. Il est ordonné le 25 février 1846, et est pasteur de la congrégation presbytérienne de High Bridge, à Newcastle-on-Tyne. Il est ensuite envoyé à Damas, en Syrie, en tant que missionnaire pour les Juifs par l'Église presbytérienne d'Irlande. Il arrive en Syrie en décembre 1849, et y reste pendant dix ans.

## Fin de vie
En 1859, Porter revient chez lui pour passer ses congés, et en juillet 1860, est nommé professeur de critique biblique à l'université presbytérienne de Belfast, succédant ainsi à Robert Wilson. En 1864, il obtient un doctorat de LL.D. à Glasgow et de D.D. à Édimbourg. Trois ans plus tard, à la suite de la mort du professeur William Gibson, il devient secrétaire de la faculté universitaire ; il était un collecteur de dons efficace. Porter, depuis sa nomination en tant que professeur, a pris une part significative dans le travail des affaires de l'Église ; en 1875, il est élu modérateur de l'Assemblée générale de l'Église presbytérienne d'Irlande. Durant son mandat, il place les fonds nécessaires dans la construction de presbytères dans plusieurs congrégations.
En 1878, Porter est nommé par le gouvernement en tant qu'assistant-conseiller pour l'éducation intermédiraire en Irlande. Il met un terme à sa carrière de professeur, déménage à Dublin et aide à la conception des nouveaux programmes. L'année suivante, il est nommé président de l'université Queen's de Belfast. Il devient ensuite membre du Sénat de l'université royale d'Irlande, où il a obtenu son doctorat en 1881.
Porter meurt à Belfast le 16 mars 1889 et est enterré au cimetière Balmoral de Belfast.

## Œuvres
En 1855, Porter publie son premier livre sur le Moyen-Orient, intitulé Five Years in Damascus (Cinq ans à Damas), dans lequel il décrit sa vie en Syrie, ainsi que ses voyages dans des lieux comme Palmyre, le Hauran ou le Liban. Des plans et des gravures sur bois ont été réalisés à partir de ses esquisses. En 1858, Porter publie Handbook for Travellers in Syria and Palestine (Guide de poche pour les voyageurs en Syrie et en Palestine) au sein de la série Murray. Une seconde édition de cet ouvrage, largement remaniée, paraît en 1875, Porter ayant revisité le pays et ayant effectué plus de voyages.
Les autres ouvrages écrits par Porter sont : 
- The Pentateuch and the Gospels, qui paraît en 1864 durant la controverse de Colenso.
- The Giant Cities of Bashan and Syria's Holy Places, 1865, republié plusieurs fois. Dans cette œuvre, il affirme que les grands édifices dont les ruines se trouvent au Bachân ont été construits par les indigènes locaux avant l'occupation des terres par les Hébreux.
- The Life and Times of Dr. Cooke (son beau-père), 1871 ; quatre éditions.
- Jerusalem, Bethlehem, and Bethany, 1887.
- Galilee and the Jordan, 1885.

Porter publie également Pew and Study Bible en 1876. Il contribue significativement à l'édition de Cyclopædia of Biblical Literature John Kitto (en), qui a commencé en 1862 ; quasiment tous les articles traitant des localités palestiniennes sont rédigés par Porter. Porter écrit également pour le Smith's Bible Dictionary (en), Encyclopædia Britannica et pour la Pictorial Bible de Kitto. Il contribue aussi à Bibliotheca Sacra (en) de New York, au Journal of Sacred Literature de Kitto, ainsi qu'à d'autres périodiques. Beaucoup de lettres de Porter adressées au révérend David Hamilton, secrétaire honoraire de la Mission juive de l'Église presbytérienne d'Irlande, figurent dans les pages du Missionary Herald.

## Famille
En 1849, juste avant son départ à Damas, Josias Porter se marie avec Margaret Rainey Cooke, la plus jeune fille de Henry Cooke (en), pasteur de Belfast. Deux fils et deux filles naissent de cette union.